# Gobernación de Mascate
Mascate (en árabe: محافظة مسقط) es una gobernación del Sultanato de Omán. Su capital provincial es Ciudad de Mascate, que es la ciudad más grande y la única metrópolis de Omán. La Gobernación de Mascate, conocida comúnmente como Ciudad de Mascate, es la sede del gobierno y contiene el primer puerto de buques de carga y cruceros de Omán y puerto petrolero. Su población llegó a los 1.288.330 habitantes en mayo de 2015.

## Provincias
La Gobernación de Mascate se divide en 6 provincias (wilayat):
- Al Amarat
- Bawshar
- Mascate (Ciudad vieja)
- Matrah
- Qurayyat
- Seeb